# Stefano Cassarà
Stefano Cassarà (Palermo, 12 maggio 1966) è un ex arbitro di calcio italiano.

## Biografia
Debuttò in Serie A il 23 gennaio 2000 arbitrando la partita Udinese-Venezia (5-3).
Il suo debuttò segnò il ritorno di un arbitro della sezione di Palermo nella massima serie calcistica italiana dopo un'assenza di 33 anni.
È stato sotto processo nell'ambito di Calciopoli del 2006, venendo poi assolto, con formula piena, il 14 dicembre 2009 per non aver commesso il fatto..
Complessivamente ha diretto 32 partite di Serie A ed oltre duecento fra Serie B e Serie C1.
Nell'agosto del 2001 ha ricevuto il premio nazionale "Sportilia" come miglior giovane delle due stagioni precedenti.
È stato l'arbitro con più presenze in Serie A nella storia della sezione A.I.A. di Palermo.
Dopo il ritiro ha potuto dichiarare pubblicamente il suo tifo per la squadra del Palermo.